# Голубев, Владимир Алексеевич (медик)
Владимир Алексеевич Голубев (19 февраля 1925, Одесса — 7 декабря 1992, Симферополь) — советский учёный-медик, акушер-гинеколог. Доктор медицинских наук (1969), профессор (1970).

## Биография
Родился 19 февраля 1925 года в Одессе. В 1947 году окончил Одесский медицинский институт, где и работал ассистентом, доцентом. Затем трудился в качестве доцента в Ленинградском педиатрическом медицинском институте. С 1962 года — сотрудник Крымского медицинского института, в 1964—1984 годах — заведующий кафедрой акушерства и гинекологии лечебного факультета. В 1969 году в специализированном совете при Харьковском медицинском институте защитил докторскую диссертацию «Хирургическое лечение воспалительных заболеваний женских половых органов». 
Умер 7 декабря 1992 года в Симферополе.

## Научная деятельность
Основное направление научных исследований — профилактика и лечение воспалительных процессов и новообразований женских половых органов. Под руководством профессора было защищено одиннадцать диссертаций на соискание учёной степени кандидата медицинских наук. Работал также в эмбриологическом направлении. В 1964 году профессором кафедры гистологии Б. П. Хватовым совместно с В. А. Голубевым в городском гинекологическом отделении была проведена пересадка искусственно оплодотворенной яйцеклетки в матку с согласия пациентки, но беременность не состоялась.

### Основные труды
- Актуальные вопросы беременности и функциональная морфология системы мать-плацента-плод. — Симферополь, 1988. — 270 с. (в соавторстве с Л. В. Тимошенко, А. И. Брусиловским).
- Современные методы антенатальной диагностики состояния плода. — Москва, 1984. — 52 с. (в соавторстве с З. П. Соколовой, В. М. Ельцовой-Стрелковой, В. И. Нырковой).
- Современное состояние проблемы воспалительных заболеваний в гинекологии. — Москва, 1986. — 51 с. (в соавторстве с С. Д. Воропаевой, З. П. Соколовой).
- Хирургическое лечение воспалительных заболеваний женских половых органов. — Киев: Здоровье, 1975. — 118 с.